# Andrés Felipe Álvarez
Andrés Felipe Álvarez (Medellín, Antioquia, Colombia; 1 de julio de 1993) es un futbolista colombiano. Juega de lateral izquierdo.

## Clubes
| Club                   | País     | Año         |
| ---------------------- | -------- | ----------- |
| Atlético Nacional      | Colombia | 2012        |
| Alianza Petrolera      | Colombia | 2012 - 2015 |
| Deportivo Pasto        | Colombia | 2016        |
| Once Caldas            | Colombia | 2017        |
| Independiente Medellín | Colombia | 2017        |
| Once Caldas            | Colombia | 2018        |
| Deportivo Pereira      | Colombia | 2018        |

## Palmarés

### Campeonatos nacionales
| Título          | Club              | País     | Año  |
| --------------- | ----------------- | -------- | ---- |
| Torneo Apertura | Atlético Nacional | Colombia | 2011 |
| Primera B       | Alianza Petrolera | Colombia | 2012 |